# KRH Klinikum Agnes Karll Laatzen

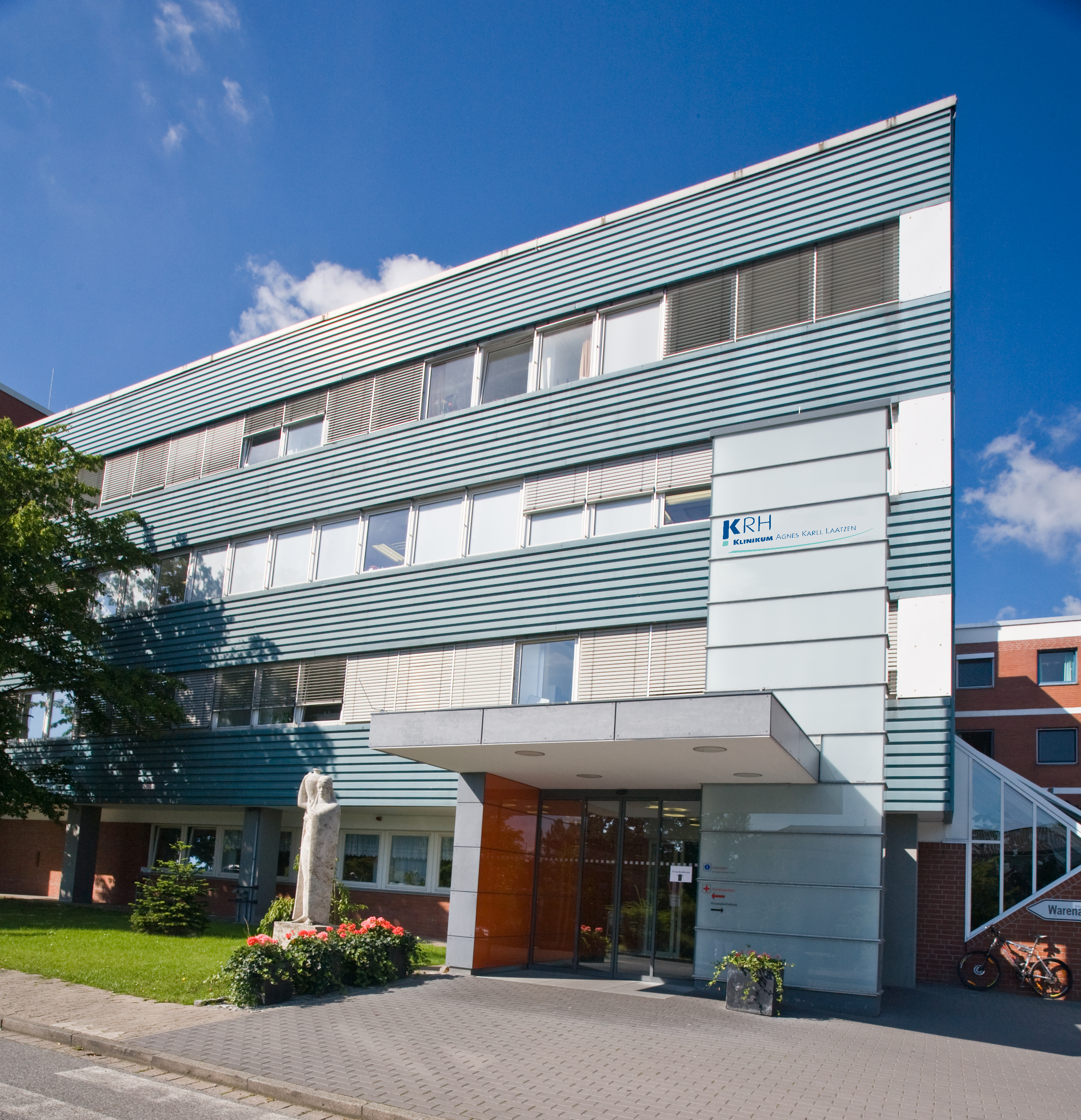
KRH Klinikum Anges Karll Laatzen

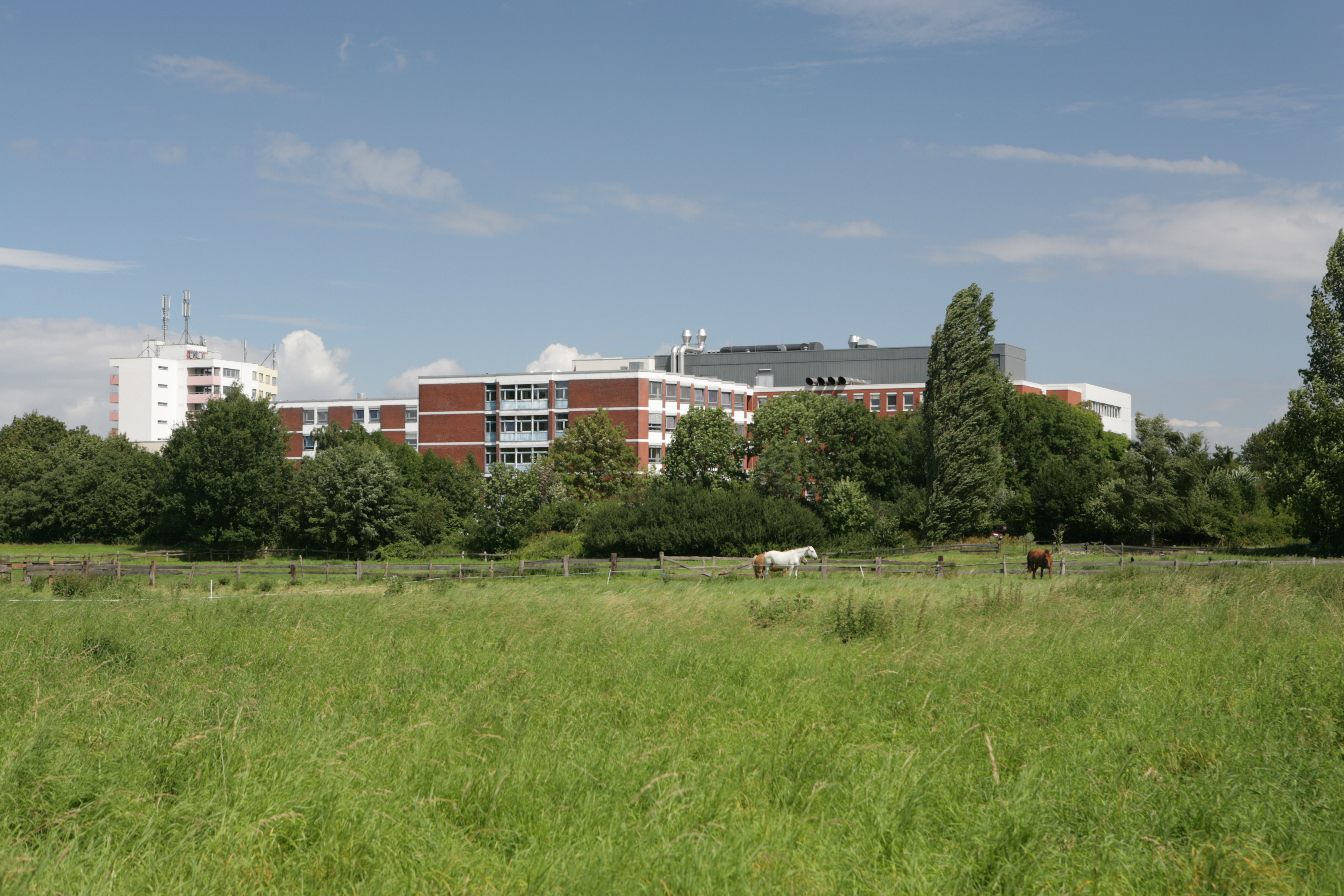
Das Krankenhaus mit Umland

Das KRH Klinikum Agnes Karll Laatzen gehört zum Klinikum Region Hannover (KRH). Die nach der „Pflege-Pionierin“ Agnes Karll benannte Akutklinik mit 246 Betten befindet sich südlich der Stadtgrenze Hannovers in Grasdorf. Sie sichert zusammen mit den KRH-Standorten Großburgwedel und Lehrte die stationäre medizinische Versorgung im süd- bzw. östlichen Teil des früheren Landkreises Hannover (seit 2001 Region Hannover).
Das Klinikum bietet ein hoch spezialisiertes Therapieangebot mit überregionaler Bedeutung und ist zudem akademisches Lehrkrankenhaus der Medizinischen Hochschule Hannover.

## Geschichte
Anfang der 1960er Jahre wurde auf dem Gelände einer alten Ziegelei in Laatzen unter der Finanzierung des Agnes-Karll-Verbandes ein Krankenhaus errichtet. Nachdem am 11. Februar 1966 der Grundstein gelegt wurde, konnten am 19. Juni 1969 die ersten Patienten aufgenommen werden.
Am 1. Januar 1971 übernahm der Landkreis die Trägerschaft vom Agnes-Karll-Verband.
Das Agnes-Karll-Krankenhaus und das Robert-Koch-Krankenhaus in Gehrden wurden mit der Gebietsreform im Regierungsbezirk Hannover zum 1. März 1974 unter der Trägerschaft des Landkreises Hannover eine wirtschaftliche Einheit.
Diese Einheit wurde bereits 1978 wieder aufgehoben. Im selben Jahr erhielt das Agnes-Karll-Krankenhaus als erstes im Landkreis Hannover für 1,5 Millionen DM einen Computertomographen. 1982 wurde in Laatzen eine Zentralapotheke gegründet, die alle damaligen Kreiskrankenhäuser versorgte. In den 1980er und 1990er Jahren wurden neue Fachkliniken gegründet und Erweiterungsbauten angefügt.
Im Frühjahr 2005 übernahm die neue Klinikum Region Hannover GmbH das Agnes-Karll-Krankenhaus.

## Kliniken & Zentren
- Klinik für Allgemein-, Viszeral- und Gefäßchirurgie[2]
- Klinik für Anästhesie und operative Intensivmedizin[3]
- Klinik für Innere Medizin (Schwerpunkte Gastroenterologie, Kardiologie & Angiologie, Palliativmedizin sowie Akutgeriatrie)[4]
- Klinik für Neurologie[5]
- Klinik für Orthopädie, Unfallchirurgie und Sportmedizin[6]
- Institut für Radiologie[7]
- Darmkrebszentrum[8]
- Endoprothetikzentrum[9]

Im Dezember 2014 wurde die Klinik für Orthopädie und Unfallchirurgie im KRH Klinikum Agnes Karll Laatzen zum EndoProthetikZentrum der Maximalversorgung (EPZmax) zertifiziert. Es wird das gesamte Spektrum der Hüft- und Knieendoprothetik inklusive der Wechselendoprothetik (Austausch von Prothesen) angeboten. Mit der Mindestanzahl von 200 neuen Hüft- und Knie-Endoprothesen sowie 50 Wechseloperationen jährlich ist ein medizinisches Fachwissen nach der EPZmax-Zertifizierung sichergestellt. Mit dem EndoProthetikZentrum steht das KRH Klinikum Agnes Karll Laatzen auf einer Stufe mit den größten deutschen orthopädischen Krankenhäusern und Universitätskliniken.